# SN 1971E
SN 1971E – supernowa odkryta 22 marca 1971 roku w galaktyce LEDA0091443. W momencie odkrycia miała maksymalną jasność 17,50m.